# جيم فريزر
جيم فريزر (بالإنجليزية: Jim Frazier)‏ هو سياسي أمريكي، ولد في 4 مايو 1959 في مارتينز في الولايات المتحدة. حزبياً، نشط في حزب كاليفورنيا الديمقراطي ‏. وقد انتخب عضو جمعية ولاية كاليفورنيا.

## وصلات خارجية
- الموقع الرسمي